# Hermann von Zeissl

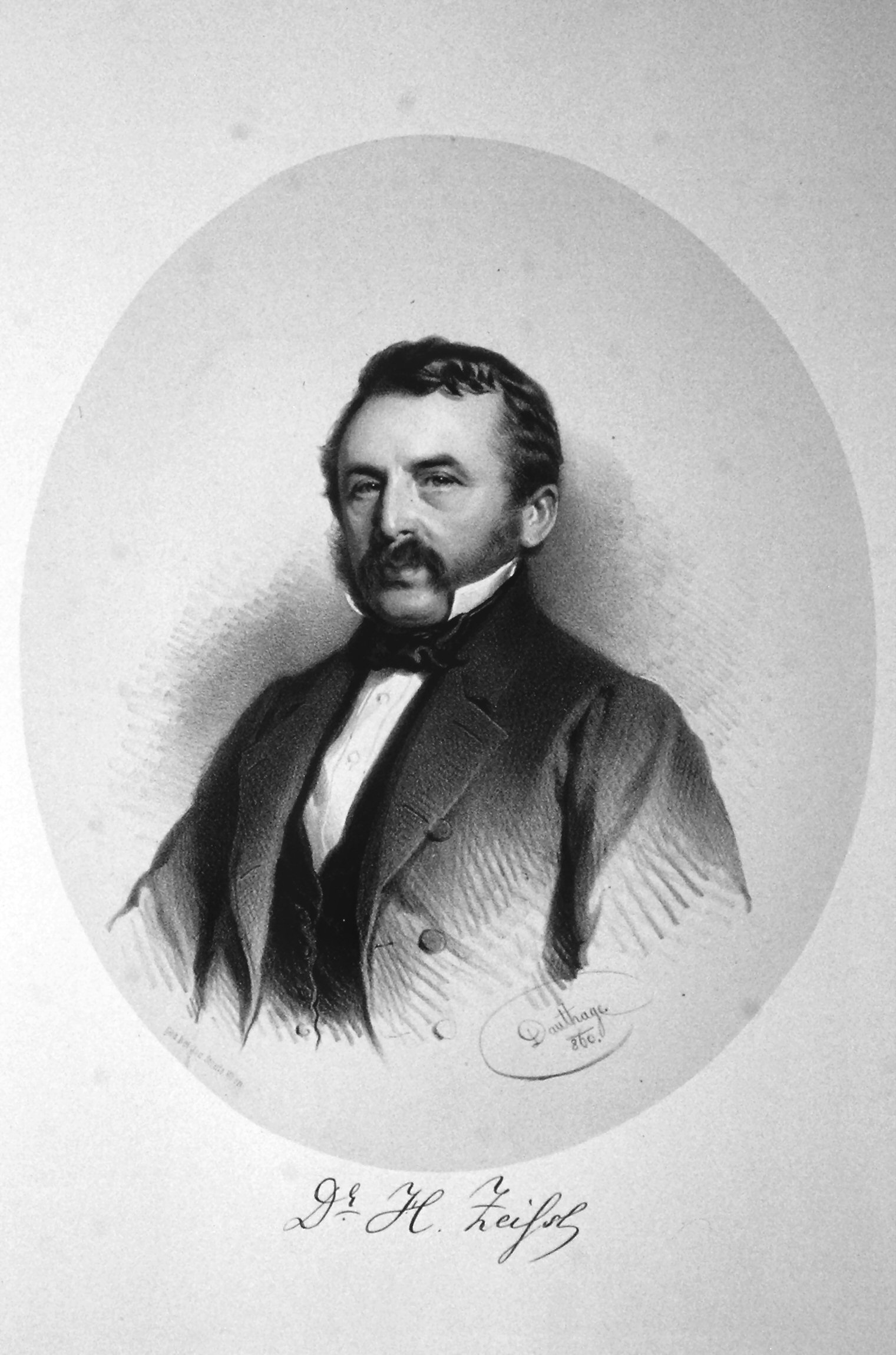
Hermann Zeissl, Lithographie von Adolf Dauthage, 1860

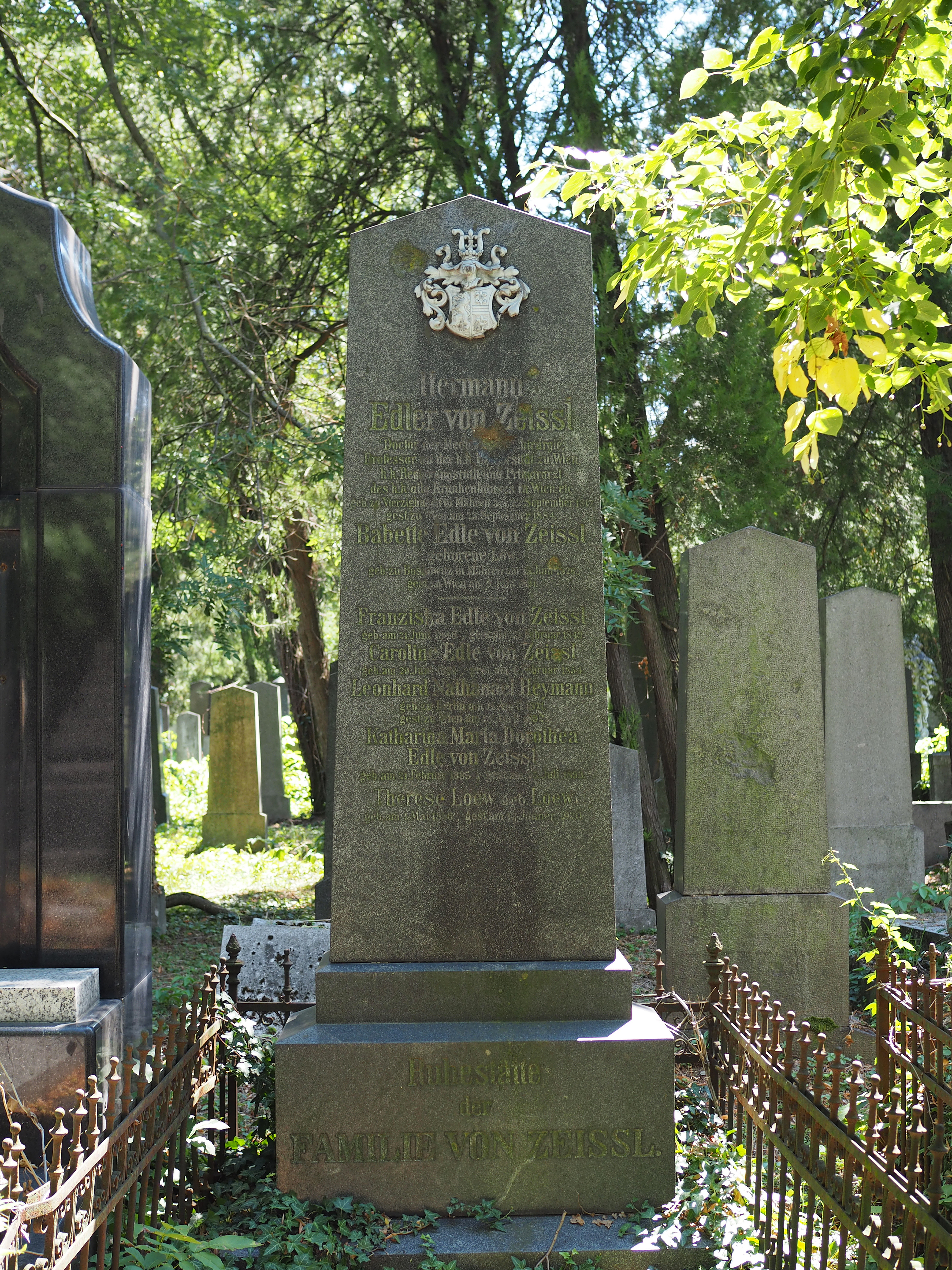
Grab von Hermann von Zeissl auf dem Wiener Zentralfriedhof

Hermann von Zeissl (* 22. September 1817 in Vierzighuben, Mähren; † 23. September 1884 in Wien) war ein österreichischer Dermatologe.

## Leben
Zeissl begann 1839 sein Medizinstudium in Wien und wurde hier 1845 Doktor der Medizin und 1846 Doktor der Chirurgie. Er ging an das Allgemeine Krankenhaus und lernte unter Anton von Rosas in der Augenklinik. Danach wechselte er zur Chirurgie unter Georg von Mojsisovics und wurde dann Secundararzt auf der dermatologischen Abteilung unter Ferdinand von Hebra. Er habilitierte anschließend zum Thema Syphilis. 1851 wurde er Privatdozent und 1861 außerordentlicher Professor an der medizinischen Fakultät der Universität Wien.
Im Jahr 1869 wurde er Primararzt an der kurz vorher für Syphilis im Allgemeinen Krankenhaus errichteten zweiten Station. In dieser Stellung blieb er bis 1883. Er erkrankte schwer und starb am 23. September 1884.
Zeissl galt weltweit als führender Experte seines Gebietes und verfasste mehrere Lehrbücher über die Syphilis. Für seine Forschungen wurde er in den österreichischen Adelstand erhoben und erhielt den Titel eines Regierungsrates.
Er war mit Babbette Löw († 9. Juni 1891) verheiratet. Die Tochter Josephine (* 25. Juli 1849; † 2. November 1923) heiratete Salomon Gotthold Heymann (* 13. Dezember 1833; † 24. Mai 1891). Sein Sohn Maximilian von Zeissl (* 7. Juni 1853; † 29. Januar 1925) wurde ebenfalls Dermatologe und heiratete am 6. April 1884 Luise von Kuhner (* 30. Juni 1858; † 5. April 1923).
Seine letzte Ruhestätte fand Hermann von Zeissl in der alten israelitischen Abteilung des Wiener Zentralfriedhofes (Tor 1, Gruppe 5b, Reihe 1, Nr. 8).

## Schriften
- Compendium der Pathologie und Therapie der primär-syphilitischen und einfach venerischen Krankheiten. Gerold, Wien 1850, Digitalisat
- Lehrbuch der constitutionellen Syphilis für Aerzte und Hörer der Medicin. Enke, Erlangen 1864, Digitalisat
- Lehrbuch der Syphilis und der mit dieser verwandten örtlichen venerischen Krankheiten. 2 Bände. Enke, Erlangen 1871/72, Band 1, Band 2
- Grundriss der Pathologie und Therapie der Syphilis und der mit dieser verwandten venerischen Krankheiten. Enke, Stuttgart 1876.